# Cryptogramma crispa
Cryptogramma crispa (L.) R. Br. ex Hook., 1842 è una specie di felce appartenente alla famiglia delle Pteridaceae, diffusa principalmente nelle regioni montuose dell'Europa meridionale e nella parte occidentale dell'America settentrionale, tra Messico, Stati Uniti e Canada.